# Cova de l'Escoda
La cova de l'Escoda és una balma del municipi de Vandellòs i l'Hospitalet de l'Infant (Baix Camp) amb representacions de pintura rupestre protegides com a Patrimoni de la Humanitat en el conjunt de l'Art rupestre de l'arc mediterrani de la península Ibèrica. Està situada en una cinglera del marge dret del barranc de Vilaplana, uns 250 metres aigües amunt de l'encreuament amb el barranc del Tais.
Les pintures varen ser descobertes per Lluís Brull i Cedó, que va col·laborar com a ajudant en la campanya de prospeccions realitzada el novembre de 1921 per l'Institut d'Estudis Catalans.
La balma de l'Escoda té una llargada d'uns 12 metres per uns 3 metres de fons en algun punt, i una altura que oscil·la entre els 4 i 5 metres aproximadament. Està orientada al sud - sud-est.
Les figures pintades es localitzen en una petita cavitat situada a l'extrem dret de la balma, l'únic lloc on es conserven plaques calcàries de l'antic suport i a una alçada considerable. La figura més representativa del conjunt, la cérvola que està situada en el nivell inferior, dista de terra uns 2,12 metres. En total es coneixen quatre representacions diferents. A més de la cérvola, una figura d'un quadrúpede, una possible representació humana amb braços fent nansa, i una representació que Pere Bosch Gimpera va identificar com a figura humana portant un arc, tot i que actualment resulta difícil confirmar la presència de l'arc, del qual quedaria un petit fragment en l'extrem superior. La cérvola té el coll força estilitzat i el cos es conserva incomplet en la part posterior. Totes les figures estan pintades amb pigment vermell. L'estil és esquemàtic i naturalista-estilitzat.
La balma de l'Escoda ha estat inclosa tradicionalment en el grup de jaciments d'art rupestre naturalista llevantí. S'observa la possibilitat que la figura 2 (representació humana amb braços fent nansa) pugui representar una figura humana esquemàtica, cosa que faria que en el mateix conjunt es donessin dues formes artístiques diferents. Aquest fet, de tota manera, no seria innovador, perquè ja es dona en altres jaciments com ara a les coves del Cogul, a la Pedra de les Orenetes i a la cova dels Vilars.